# Hastighetsåkning på skridskor vid olympiska vinterspelen 1976
Hastighetsåkning på skridskor vid olympiska vinterspelen 1976 i Innsbruck, Tyrolen, Österrike.

## Medaljtabell
| Pl. | Nation        | Guld | Silver | Brons | Totalt |
| --- | ------------- | ---- | ------ | ----- | ------ |
| 1   | Sovjetunionen | 4    | 2      | 3     | 9      |
| 2   | USA           | 2    | 2      | 2     | 6      |
| 3   | Norge         | 2    | 2      | 1     | 5      |
| 4   | Nederländerna | 1    | 1      | 3     | 5      |
| 5   | Kanada        | 0    | 1      | 0     | 1      |
| 5   | Östtyskland   | 0    | 1      | 0     | 1      |
|     | Totalt        | 9    | 9      | 9     | 27     |

## Medaljörer

### Herrar
| Gren                     | Guld                           | Guld          | Silver                        | Silver   | Brons                         | Brons    |
| 500 meter Detaljer...    | Jevgenij Kulikov Sovjetunionen | 39,17 (OR)    | Valerij Muratov Sovjetunionen | 39,25    | Dan Immerfall USA             | 39,54    |
| 1 000 meter Detaljer...  | Peter Mueller USA              | 1:19,32 (OR)  | Jørn Didriksen Norge          | 1:20,45  | Valerij Muratov Sovjetunionen | 1:20,57  |
| 1 500 meter Detaljer...  | Jan Egil Storholt Norge        | 1:59,38 (OR)  | Jurij Kondakov Sovjetunionen  | 1:59,97  | Hans van Helden Nederländerna | 2:00,87  |
| 5 000 meter Detaljer...  | Sten Stensen Norge             | 7:24,48       | Piet Kleine Nederländerna     | 7:26,47  | Hans van Helden Nederländerna | 7:26,54  |
| 10 000 meter Detaljer... | Piet Kleine Nederländerna      | 14:50,53 (OR) | Sten Stensen Norge            | 14:53,30 | Hans van Helden Nederländerna | 15:02,02 |

### Damer
| Gren                    | Guld                             | Guld         | Silver                          | Silver  | Brons                         | Brons   |
| 500 meter Detaljer...   | Sheila Young USA                 | 42,76 (OR)   | Cathy Priestner Kanada          | 43,12   | Tatiana Averina Sovjetunionen | 43,17   |
| 1 000 meter Detaljer... | Tatiana Averina Sovjetunionen    | 1:28,43 (OR) | Leah Poulos USA                 | 1:28,57 | Sheila Young USA              | 1:29,14 |
| 1 500 meter Detaljer... | Galina Stepanskaja Sovjetunionen | 2:16,58 (OR) | Sheila Young USA                | 2:17,06 | Tatiana Averina Sovjetunionen | 2:17,96 |
| 3 000 meter Detaljer... | Tatiana Averina Sovjetunionen    | 4:45,19 (OR) | Andrea Mitscherlich Östtyskland | 4:45,23 | Lisbeth Korsmo Norge          | 4:45,24 |

## Trupper

### Australien
1. Colin Coates

### Belgien
1. Gilbert Van Eesbeeck
2. Linda Rombouts

### Finland
1. Paula Halonen
2. Olavi Köppä
3. Pertti Niittylä
4. Tuula Vilkas

### Frankrike
1. Emmanuel Michon
2. Richard Tourne

### Italien
1. Ivano Bamberghi
2. Maurizio Marchetto
3. Floriano Martello
4. Giovanni Panciera
5. Bruno Toniolli
6. Loris Vellar

### Japan
1. Keiko Hasegawa
2. Norio Hirate
3. Chieko Ito
4. Masayuki Kawahara
5. Makiko Nagaya
6. Yuko Ota
7. Mikio Oyama
8. Masaki Suzuki
9. Masahiko Yamamoto

### Kanada
1. Liz Appleby
2. Andrew Barron
3. Gaétan Boucher
4. Sylvia Burka
5. Gayle Gordon
6. Thomas Ovrend
7. Cathy Priestner
8. Kathy Vogt

### Nederländerna
1. Jan Bazen
2. Annie Borckink
3. Hans van Helden
4. Christa Jaarsma
5. Piet Kleine
6. Sijtje van der Lende
7. Klaas Vriend

### Norge
1. Terje Andersen
2. Jørn Didriksen
3. Lisbeth Korsmo
4. Amund Sjøbrend
5. Sten Stensen
6. Kay Stenshjemmet
7. Jan Egil Storholt
8. Sigrid Sundby-Dybedahl
9. Arnulf Sunde

### Polen
1. Janina Korowicka
2. Ewa Malewicka
3. Stanisława Pietruszczak-Wąchała
4. Erwina Ryś

### Schweiz
1. Franz Krienbühl

### Sovjetunionen
1. Tatiana Averina
2. Vladimir Ivanov
3. Jurij Kondakov
4. Vera Krasnova
5. Jevgenij Kulikov
6. Andrej Malikov
7. Sergej Martjuk
8. Valerij Muratov
9. Sergej Rjabev
10. Ljubov Sadtjikova
11. Aleksandr Safronov
12. Tatiana Sjelekhova-Rastoptjina
13. Nina Statkevitj
14. Galina Stepanskaja
15. Ljudmila Titova
16. Viktor Varlamov

### Storbritannien
1. Archie Marshall
2. Geoff Sandys

### Sverige
1. Lennart Carlsson
2. Sylvia Filipsson
3. Johan Granath
4. Oloph Granath
5. Ann-Sofie Järnstrøm
6. Bernt Jansson
7. Dan Johansson
8. Ørjan Sandler
9. Mats Wallberg

### Sydkorea
1. Lee Nam-Sun
2. Lee Yeong-Ha

### USA
1. Daniel Carroll
2. Jim Chapin
3. Peggy Crowe
4. Charles Gilmore
5. Beth Heiden
6. Eric Heiden
7. Dan Immerfall
8. Lori Monk
9. Peter Mueller
10. Leah Poulos
11. Cindy Seikkula
12. Nancy Swider
13. Mike Woods
14. Sheila Young

### Västtyskland
1. Horst Freese
2. Monika Pflug
3. Herbert Schwarz

### Österrike
1. Hubert Gundolf
2. Ludwig Kronfuß
3. Berend Schabus
4. Heinz Steinberger

### Östtyskland
1. Ines Bautzmann
2. Ute Dix
3. Karin Kessow
4. Heike Lange
5. Andrea Ehrig
6. Harald Oehme
7. Manfred Winter
8. Klaus Wunderlich
9. Monika Zernicek